# Политика последнего выжившего
Политика «последнего выжившего» — директива № 1315.15 Министерства обороны США под названием «Особые правила регулирования для выживших», которая описывает комплекс правил в вооружённых силах, призванный защитить от призыва и воинской повинности членов семьи, уже потерявшей своих родных на военной службе.

## История
Необходимость подобных мер привлекла публичное внимание после того, как пятеро братьев Салливан погибли с кораблём ВМС США «Джуно» во время Второй мировой войны. Это вылилось в закон 1948 года. В мирное время до 1964 года никаких ограничений введено не было. В 1971 году Конгресс усовершенствовал закон, определив под его воздействие не только единственного выжившего сына либо дочь, но также и любого сына либо дочь, кто потерял близких в бою. С тех пор каждая ветвь вооружённых сил приняла свои собственные правила, касающиеся разделения членов семьи.